# Homeorhéza
Homeorhéza je stav ekosystému, který je v progresivním vývoji. Termín, odvozený z řečtiny, znamená společný tok, společné plynutí. Zavedl jej biolog Conrad Hal Waddington v roce 1940 nebo dříve, společně s pojmem chreod. Pojem je protipólem homeostázy, neboli stavu rovnováhy.
Termín je také součástí teorie Gaia.